# Nikon F80

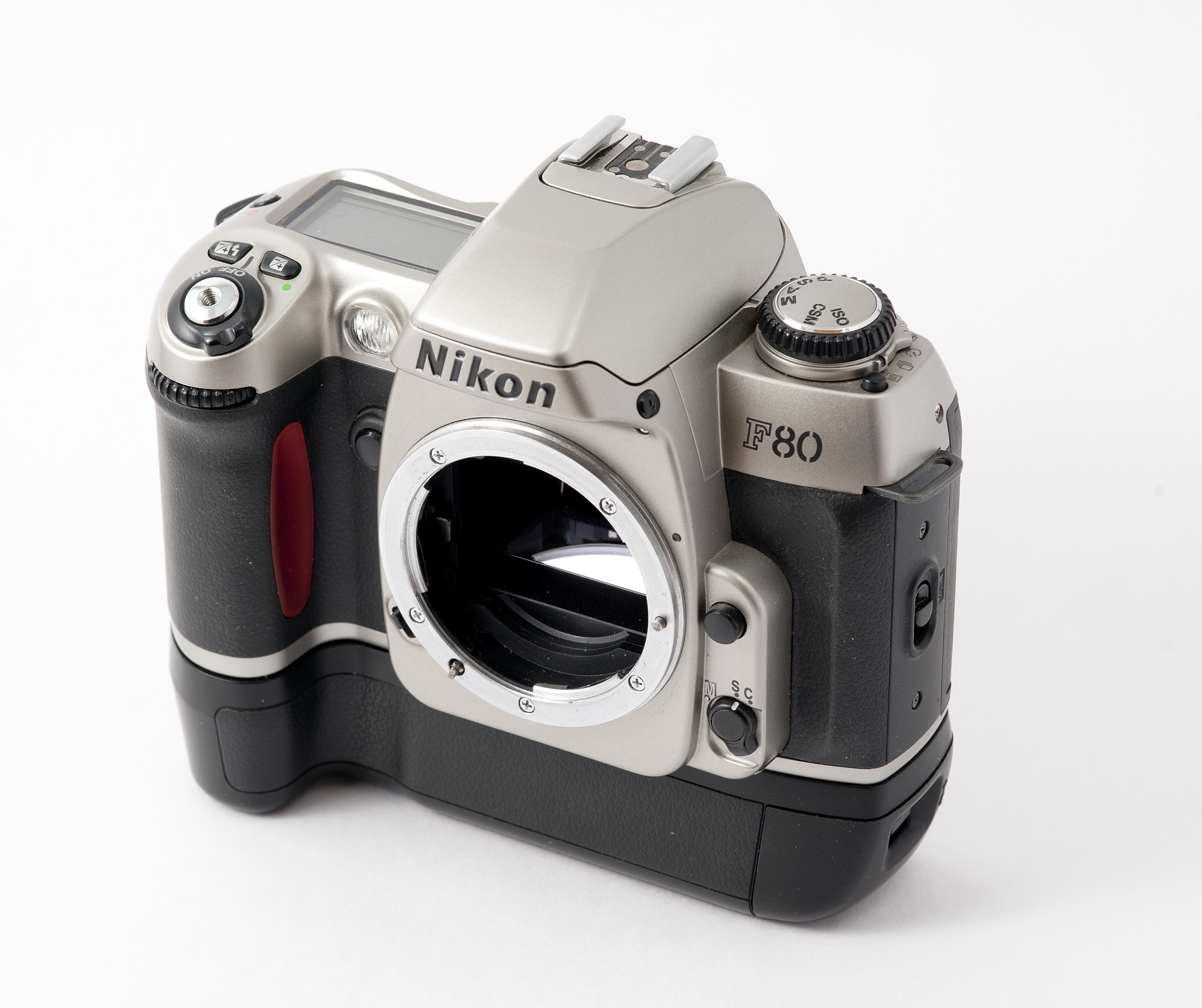
Nikon F80

Die Nikon F80 ist eine Kleinbild-Spiegelreflexkamera von Nikon. Sie war in drei Ausführungen erhältlich:
- als Standardversion F80 (in Nordamerika als N80 bezeichnet)
- als F80D (in Nordamerika als N80QD bezeichnet), mit der Möglichkeit, Aufnahmezeit und -datum auf das Bild zu belichten
- und als F80S (in Nordamerika als N80S bezeichnet), die neben Zeit und Datum zusätzlich Verschlusszeit, Blende und Belichtungskorrektur auf den Filmsteg belichten kann

## Allgemeines
Die F80 kam im Frühjahr 2000 als Nachfolger der Nikon F70 auf den Markt. Nikon ordnete sie dem gehobenen Amateurbereich zu, da sie hinsichtlich ihrer Funktionen bereits viele Bedürfnisse befriedigen konnte. Die Kamera gehört zur Nikon-F-Serie Autofokus. Viele Eigenschaften sind an die F100 angelehnt, ohne jedoch deren Professionalität zu erreichen. Für den Einsteiger hält sie zahlreiche automatische Modi bereit, verzichtet wurde dabei aber auf die üblichen Motivprogramme. Highlights sind: mehrere Modi für den Autofokus, 3D-Matrix-Belichtungsmessung, fortschrittliche Blitzfunktionen, Mehrfachbelichtung, Belichtungsreihen und zahlreiche Individualfunktionen. Die Nikon F80 blieb bis 2006 im Sortiment.

## Technische Daten
Die F80 verfügt über das gängige Nikon-F-Bajonett und ist des Weiteren für den Anschluss der fortschrittlichen AF-S und VR Objektive geeignet. Bei dem Einsatz älterer Objektive ohne CPU ist nur der manuelle Belichtungsabgleich möglich. Neben diesem stehen Multi-Programmautomatik, Blendenautomatik und Zeitautomatik zur Verfügung. Die Messung selbst kann mit 3D-Matrixmessung, mittenbetonter Messung und Spotmessung erfolgen. Die 3D-Matrixmessung arbeitet mit 10 Messfeldern und errechnet anhand einer umfangreichen Datenbank von Belichtungssituationen die optimalen Aufnahmewerte für Blende und Zeit. Damit werden z. B. auch komplizierte Gegenlicht- und Nachtaufnahmen leicht zu handhaben.
Die Belichtungskorrektur kann in halben Blendenstufen bis zu ± drei Blenden erfolgen. Zusätzlich steht noch ein Modus für Belichtungsreihen zur Verfügung, der zwei oder drei Aufnahmen mit einer Streuung von bis zu zwei Blenden ermöglicht. Auch Mehrfachbelichtungen können gewählt werden. Die Kontrolle der Schärfentiefe erfolgt über die eingebaute Abblendtaste. Filmempfindlichkeiten können per DX-Kodierung oder manuell von ISO 6/9° bis ISO 6400/39° eingestellt werden. Die Verschlusszeiten reichen von 30 Sekunden bis zu 1/4000 Sekunde.
Der zügige Autofokus wird von dem Nikon Modul Multi-CAM900 mit fünf einzeln wählbaren Messfeldern gesteuert und verfügt über zahlreiche Betriebsarten. Neben der manuellen Fokussierung kann man auf Einzel-AF und kontinuierlichen AF umschalten. In Kombination mit Einzelfeld-AF und dynamischen AF ist man sowohl für Aufnahmen statischer Objekte, als auch für bewegte Objekte mit kompliziertem Bewegungsmuster gerüstet.
Das integrierte Blitzgerät hat die Leitzahl 12 und kann gleichzeitig mit einem externen betrieben werden. Dabei reicht die Synchronisationszeit bis hin zu 1/125 Sekunde.
Weitere Funktionen sind: ein beleuchtetes Display, ein Selbstauslöser, ein Anschluss für einen Drahtauslöser und die Blitzleistungskorrektur.

## Digitalkameras auf Basis der Nikon F80
Die Nikon F80 diente als technische Basis für zahlreiche digitale Spiegelreflexkameras:
- Nikon D100
- Fuji S2 Pro
- Fuji S3 Pro
- Kodak DCS 14n
- Kodak DCS SLR/n